# Virola multiflora
Virola multiflora är en tvåhjärtbladig växtart som först beskrevs av Standley, och fick sitt nu gällande namn av A. C. Smith. Virola multiflora ingår i släktet Virola och familjen Myristicaceae. Inga underarter finns listade i Catalogue of Life.